# تينا شو
تينا شو (بالإنجليزية: Tina Shaw)‏ هي كاتِبة نيوزيلندية، ولدت في 1961 في أوكلاند في نيوزيلندا.